# Polițistul (film)
Polițistul (titlul original: în franceză Un flic) este un film polițist de coproducție franco-italiană, realizat în 1972 de regizorul Jean-Pierre Melville, protagoniști fiind actorii Alain Delon, Richard Crenna, Catherine Deneuve și Michael Conrad.

## Rezumat
Filmul se deschide cu un citat atribuit lui François-Eugène Vidocq, un important precursor al forțelor de ordine moderne: „Unui detectiv, oamenii nu-i pot inspira decât două sentimente: disprețul și suspiciunea”.
În orașul de coastă francez Saint-Jean-de-Monts, o bancă este jefuită de o bandă de gangsteri cu puțin timp înainte de Crăciun. În timpul jafului are loc un schimb de focuri în care unul dintre gangsteri este lovit de un glonț. Cei trei complici ai lui scapă luându-l cu ei și apoi îl duc la un spital din Paris. Șansele lui de supraviețuire sunt mici. Șeful bandei este Simon, care conduce un club de noapte în Paris. Acolo îl întâlnește pe comisarul de poliție Edouard Coleman, care este pe cât de inteligent, pe atât de lipsit de scrupule. Se cunosc de mult, sunt prieteni buni și se respectă, deși iubesc aceeași femeie, Cathy.
În timp ce ziarele relatează despre atac, Simon se întâlnește cu complicii săi Louis Costa și Paul Weber, la Luvru. Ei decid să-l scoată din spital pe fratele lor gangster, rănit, Marc Albouis, înainte ca poliția să-i dea de urmă și să-l interogheze. Deghizați în paramedici, ei apar la spital în seara următoare și se prefac că trebuie să-l ducă pe Marc, care este înregistrat ca Monsieur Schmidt, la alt spital. Asistenta de gardă le arată însă că Marc este inapt pentru transport. În timp ce Simon discută cu ea, Cathy, deghizată în asistentă, se strecoară în camera lui Marc și îi face lui Marc o injecție letală. După ce inspectorul Coleman și colegul său Morand au căutat bunurile decedatului, dar nu au reușit să găsească niciun indiciu cu privire la adevărata sa identitate sau o posibilă legătură cu atacul, el se întâlnește cu Cathy. Se comportă de parcă ar vrea să o aresteze. Cathy scoate brusc pistolul, dar îl aruncă pe pat și încep să se sărute.
Printr-un informator, un travestit, Coleman află că gașca plănuiește o lovitură și mai mare și este de asemenea, implicată într-o rețea de trafic de droguri. Simon cu Louis și Paul vor să atace un tren în care o bandă rivală vrea să facă contrabandă cu droguri de la Paris la Lisabona. În timp ce vremea este furtunoasă, Simon se urcă în trenul în mișcare de pe o frânghie dintr-un elicopter pilotat de Louis. Acolo se dă drept un pasager normal și intră în cabina curierului de droguri adormit, Mathieu. Il doboară pe Mathieu, ii fura două valize în care sunt ascunse drogurile și dispare cu elicopterul.
După ce identitatea lui Marc Albouis a fost stabilită, inspectorul Coleman devine atent la prietenul criminal al lui Albouis, Louis Costa. Când la scurt timp Louis iese să mănânce într-un restaurant, este arestat de Coleman și colegii săi. După interogatoriul și mărturisirea lui Louis, Coleman îl vizitează pe Simon la clubul său. Se preface că nu-i cunoaște pe Marc Albouis, Louis Costa și Paul Weber. Coleman părăsește în cele din urmă clubul, după care Simon îl sună rapid pe Paul pentru a-l avertiza despre poliție. Dar apelul lui vine prea târziu pentru că ofițerii sunt deja la ușa lui Paul. Când Coleman și colegii săi iau cu asalt apartamentul lui Paul, acesta se împușcă în cap. Simon vrea apoi să scape cu drogurile. De la hotelul lui o sună pe Cathy să vină să-l ia dar conversația telefonică este interceptată de Coleman. Când Simon părăsește hotelul și merge la mașina lui Cathy, Coleman apare în spatele lui. Simon neînarmat își bagă mâna în jachetă, după care inspectorul îl împușcă în fața lui Cathy. Oamenii lui Coleman nu găsesc nicio armă asupra mortului. Tot ce spune Coleman este: „A vrut să se sinucidă”.

## Distribuție
- Alain Delon – comisarul Édouard Coleman
- Richard Crenna – Simon
- Catherine Deneuve – Cathy, iubita lui Simon
- Michael Conrad – Louis Costa
- Riccardo Cucciolla – Paul Weber
- Paul Crauchet – Morand, adjunctul comisarului
- André Pousse – Marc Albouis
- Simone Valère – soția lui Paul Weber
- Jean Minisini – Mathieu „valiză” (creditat Léon Minisini)
- Valérie Wilson – Gaby, travestitul
- Henri Marteau – comisarul Sasia, instructorul standului de tir
- Jean Desailly – pederastul bogat
- Dominique Zentar – gigolo-ul
- Catherine Rheti – infirmiera de la clinică
- Stan Dylik – prietenul lui Louis Costa
- Philippe Gasté – un polițist
- Jako Mica – patronul bistroului
- Roger Fradet – casierul de la bancă
- Pierre Vaudier – casierul de la bancă
- Jacques Galland – controlorul pe tren
- Jean-Pierre Posier – un escroc
- Jacques Leroy – gangsterul cu bricheta
- Franco Manzecchi – un gangster
- Jo Tafanelli – jucătorul de poker
- Pamela Stanford – o dansatoare la cabaretul lui Simon
- Louis Grandidier
- Georges Florian
- Michel Frétault
- Gene Moyle
- Nicole Témime